# 岩澤理論の主予想
数学では、岩澤理論の主予想 (main conjecture of Iwasawa theory) は、p-進L-函数と円分体のイデアル類群との間の深い関係であり、Iwasawa (1969) でクンマー・ヴァンディヴァー予想を満たす素数に対して証明され、すべての素数に対しては Mazur and Wiles (1984) により証明された。エルブラン・リベの定理とグラス予想が両方ともこの主予想より容易に導ける結果である。
この主予想にはいくつかの一般化があり、総実体や CM体や、楕円曲線などへ一般化される。

## 動機
有限体上の代数曲線のゼータ函数のヴェイユによるヤコビ多様体上のフロベニウス自己準同型の固有値の項による記述の類似に、Iwasawa (1969) は、部分的には動機を持っている。
- フロベニウス自己準同型の作用は、群 Γ の作用に対応している。
- 曲線のヤコビ多様体は、イデアル類群の項で定義された Γ 上の加群 X に対応する。
- 有限体上の代数曲線のゼータ函数は、p-進L-函数に対応する。
- フロベニウス自己準同型を代数曲線のゼータ函数の零点に関連付けるヴェイユの定理は、X 上の岩澤代数の作用を p-進ゼータ函数の零点へ関連付ける岩澤主予想と対応する。

## 歴史
岩澤理論の主予想は、p-進L-関数の定義の二つの方法（加群論によるものと、補完法によるもの）が、well-definedである限りは、一致しているという形で定式化された。これは Mazur & Wiles (1984) により Q に対し証明され、すべての総実体に対しては Wiles (1990)により証明された。これらの証明は、エルブランの定理（エルブラン・リベの定理）の逆を証明したケン・リベ (Ken Ribet) の証明をモデルとしている。
カール・ルービン (Karl Rubin) は、メイザー・ワイルズの定理のより初等的な証明を見つけた。この証明は、コリヴァギン (Kolyvagin) のオイラー系を使いLang (1990) と Washington (1997) で記述されており、後に、虚二次体に対する主予想の別の一般化を証明した。

## ステートメント
- p は素数である。
- Fn は体 Q(ζ) であり、ここに ζ は位数 pn + 1 の1の冪根である。
- Γ は F∞ の絶対ガロア群の部分群であり、p-進整数のなす加法群に同型である。
- γ は Γ の位相的な生成子である。
- Ln は、Fn の p-ヒルベルト類体である。
- Hn はガロア群 Gal(Ln/Fn) であり、位数が p べきの Fn のイデアル類群の元からなる部分群に同型である。
- H∞ はガロア群 Hn の逆極限である。
- V はベクトル空間 H∞⊗ZpQp である。
- ω はタイヒミューラー指標（英語版）である。
- Vi は、V の ωi 固有空間である。
- h(ωi, T) は、ベクトル空間 Vi 上に作用する γ の特性多項式である。
- Lp はp-進L-函数である。B を一般ベルヌーイ数としたとき、Lp(ωi, 1 − k) = −Bk(ωi − k)/k が成り立つ。
- Gp は、Gp(ωi, us − 1) = Lp(ωi, s) のべき級数である。

メイザーとワイルズによる証明された岩澤理論の主予想は、i を mod p - 1 で 1 と合同でない奇数とすると、hp(ωi, T) で生成された Zp[[T]] のイデアルと、Gp(ω1 − i,T) は等しいというものである。